# Louise Penny
Louise Penny, född 1 juli 1958, är en kanadensisk författare som är känd för sina detektivromaner om kommissarie Gamache. 

### Romaner om kommissarie Gamache
Serien om kommissarie Gamache innehåller hittills 17 böcker, varav 13 har översatts till svenska.
1. Mörkt motiv (Still life)
2. Nådastöt (A Fatal Grace / Dead Cold)
3. Den grymmaste månaden (The Cruelest Month)
4. Ett förbud mot mord (A Rule Against Murder / The Murder Stone)
5. Ett ohyggligt avslöjande (The Brutal Telling)
6. Begrav dina döda (Bury Your Dead)
7. En ljusets lek (A Trick of Light)
8. Det vackra mysteriet (The Beautiful Mystery)
9. Hur ljuset tar sig in (How the Light Gets In)
10. Den långa vägen hem (The Long Way Home)
11. Det ondas väsen (The Nature of the Beast)
12. Summan av alla synder (A Great Reckoning)
13. Hus av glas (Glass Houses)
14. De blindas rike (Kingdom of the Blind)
15. A Better Man
16. All the Devils Are Here
17. The Madness Of Crowds

### Övriga verk
- Hangman, en novell med kommissarie Gamache
- State of Terror, som har skrivits tillsammans med Hillary Clinton